# Diego Marani
Diego Marani (ur. 1959) – włoski tłumacz i felietonista. W 1996, podczas pracy jako tłumacz przy Radzie Unii Europejskiej, opracował język europanto.
Diego Marani jest również znanym powieściopisarzem i autorem licznych esejów. Najpopularniejsza 
powieść to przetłumaczona na wiele języków, "Nuova grammatica finlandese", która została nagrodzona prestiżową włoską nagrodą literacką Premio Grinzane Cavour. Inne powieści to:"L'ultimo dei Vostiachi", "L'interprete", "Il Compagno di scuola". Do znanych esejów należą: "A Trieste con Svevo" i "Come ho imparato le lingue".
Marani pisze także, na łamach włoskiego dziennika Il Sole-24 Ore.